# Corni, Maramureș
Corni este un sat în comuna Bicaz din județul Maramureș, Transilvania, România.

## Istoric
Prima atestare documentară: 1451 (Somtelek).

## Etimologie
Etimologia numelui localității: din numele topic Corn (< corn „arbust cu fructe comestibile” < lat. cornus) + suf. -i (desin. la pl.).

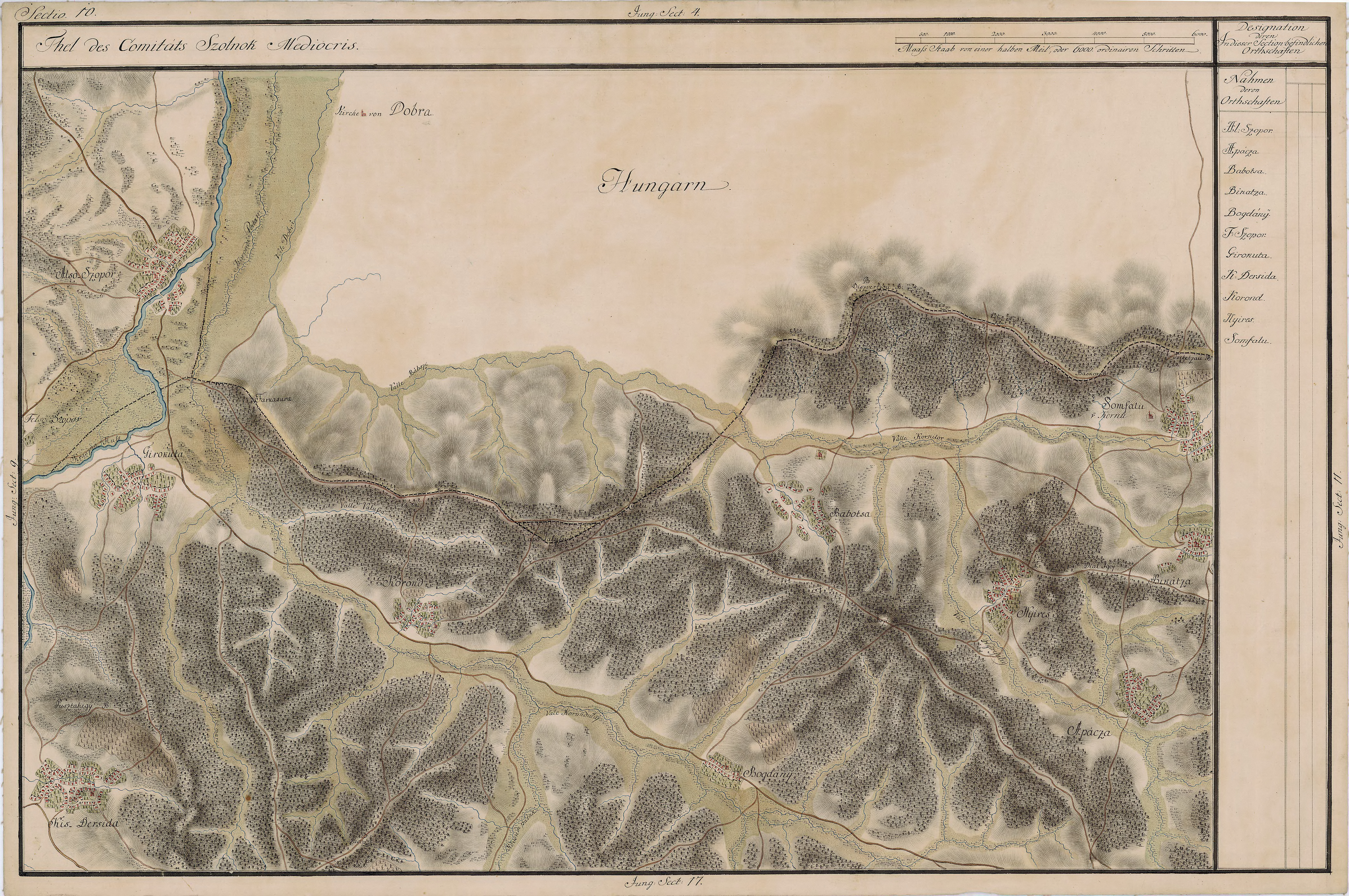
Corni în Harta Iosefină a Transilvaniei

## Demografie
La recensământul din 2011, populația era de 332 locuitori.